# Тонні Вілена
Тонні Тріндаде де Вілена (нід. Tonny Trindade de Vilhena, нар. 3 січня 1995, Масслейс) — нідерландський футболіст, півзахисник грецького «Панатінаїкоса». Грав за національну збірну Нідерландів.

## Клубна кар'єра
Народився 3 січня 1995 року в місті Масслейс. Вихованець юнацьких команд футбольних клубів «ВДЛ-Масслейс» та «Феєнорд».
У дорослому футболі дебютував 2012 року виступами за команду клубу «Феєнорд». Загалом протягом восьми сезонів взяв участь у її складі у 258 іграх усіх турнірів.
Влітку 2019 року за 9 мільйонів євро перейшов до російського «Краснодара». На початку 2022 року був орендований іспанським «Еспаньйолом», який за півроку уклав з нідерландцем повноцінний контракт. Утім ще до початку сезону 2022/23 іспанський клуб віддав гравця в оренду з правом викупу до італійської «Салернітани».
По ходу сезону 2022/23 був стабільним гравцем основного складу італійського клубу, однак по завершенні терміну оренди той не скористався правом викупу контракту Вілени, і той повернувся до «Еспаньйола». А невдовзі було оголошено про перехід гравця за 3 мільйони євро до грецького «Панатінаїкоса».

## Виступи за збірні
2010 року дебютував у складі юнацької збірної Нідерландів, взяв участь у 24 іграх на юнацькому рівні, відзначившись 9 забитими голами.
У 2013–2016 роках залучався до складу молодіжної збірної Нідерландів. На молодіжному рівні зіграв у 23 офіційних матчах, забив 4 голи.
Згодом у 2016–2018 роках провів 15 ігор за національну збірну Нідерландів.
| Дата       | Місто         | Господарі  | Результат | Гості      | Турнір                               | Голи | Примітки  |
| ---------- | ------------- | ---------- | --------- | ---------- | ------------------------------------ | ---- | --------- |
| 4-6-2016   | Відень        | Австрія    | 0 – 2     | Нідерланди | товариський матч                     | -    | 79'       |
| 9-11-2016  | Амстердам     | Нідерланди | 1 – 1     | Бельгія    | товариський матч                     | -    | 75'       |
| 28-3-2017  | Амстердам     | Нідерланди | 1 – 2     | Італія     | товариський матч                     | -    | 46'       |
| 31-5-2017  | Агадір        | Марокко    | 1 – 2     | Нідерланди | товариський матч                     | -    |           |
| 31-8-2017  | Сен-Дені      | Франція    | 4 – 0     | Нідерланди | Відбір до ЧС 2018                    | -    | 46'       |
| 3-9-2017   | Амстердам     | Нідерланди | 3 – 1     | Болгарія   | Відбір до ЧС 2018                    | -    | 54'       |
| 7-10-2017  | Борисов       | Білорусь   | 1 – 3     | Нідерланди | Відбір до ЧС 2018                    | -    | 56'       |
| 10-10-2017 | Амстердам     | Нідерланди | 2 – 0     | Швеція     | Відбір до ЧС 2018                    | -    |           |
| 14-11-2017 | Бухарест      | Румунія    | 0 – 3     | Нідерланди | товариський матч                     | -    | 78'       |
| 26-3-2018  | Женева        | Португалія | 0 – 3     | Нідерланди | товариський матч                     | -    | 67'       |
| 4-6-2018   | Турин         | Італія     | 1 – 1     | Нідерланди | товариський матч                     | -    |           |
| 6-9-2018   | Амстердам     | Нідерланди | 2 – 1     | Перу       | товариський матч                     | -    | 86'       |
| 16-10-2018 | Брюссель      | Бельгія    | 1 – 1     | Нідерланди | товариський матч                     | -    | 61' — 84' |
| 16-11-2018 | Роттердам     | Нідерланди | 2 – 0     | Франція    | Ліга націй УЄФА 2018-2019 - 1-й етап | -    | 89'       |
| 19-11-2018 | Гельзенкірхен | Німеччина  | 2 – 2     | Нідерланди | Ліга націй УЄФА 2018-2019 - 1-й етап | -    | 60'       |
| Усього     |               | Матчів     | 15        |            | Голів                                | 0    |           |

## Титули і досягнення
- Чемпіон Нідерландів (1):

«Феєнорд»: 2016-17
- Володар Кубка Нідерландів (2):

«Феєнорд»: 2015-16, 2017-18
- Володар Суперкубка Нідерландів (2):

«Феєнорд»: 2017, 2018
Збірні
- Чемпіон Європи (U-17): 2011, 2012
- Найкращий бомбардир Чемпіонату Європи (U-17): 2011